# Wolfram Kühn
Wolfram Kühn (nascido em 30 de setembro de 1950) é um ex-ciclista alemão que competiu no ciclismo nos Jogos Olímpicos de Verão de 1972.